# Cornuticlava
Cornuticlava es un género de polillas tortrícidas categorizado en la tribu Schoenotenini, de la subfamilia Tortricinae. Fue descrito por Diakonoff en 1960.

## Especies
- Cornuticlava aritrana Common, 1965
- Cornuticlava beccarii (Diakonoff, 1960)
- Cornuticlava binaiae Razowski, 2013
- Cornuticlava chrysoconis (Diakonoff, 1954)
- Cornuticlava cuspidata (Diakonoff, 1954)
- Cornuticlava heijningeni Diakonoff, 1972
- Cornuticlava kobipoto Razowski, 2013
- Cornuticlava phanera Common, 1965
- Cornuticlava saliaris (Meyrick, 1928)
- Cornuticlava spectralis (Meyrick, 1912)